# Miguel Sebastián Garcia
Miguel Sebastián Garcia (Santa Fe, 27 gennaio 1984) è un ex calciatore argentino, di ruolo centrocampista.